# Micronycteris giovanniae
Micronycteris giovanniae — вид родини листконосові (Phyllostomidae), ссавець ряду лиликоподібні (Vespertilioniformes, seu Chiroptera).

## Етимологія
Micronycteris:  μικρός — «малий», дав.-гр. νυκτερίς — «кажан»; видовий епітет вшановує поета Ніки Джованні (Niki Giovanni) та його поезію.

## Класифікація та еволюційні відносини
Генетично M. giovanniae відрізняється від інших видів роду варіацією в генах цитохрому по FGB-I7. M. giovanniae є сестринський таксоном комплексу видів, який містить також Micronycteris matses, Micronycteris megalotis, Micronycteris microtis.

## Морфологія
Тварина невеликого розміру, із загальною довжиною 71 мм, довжина передпліччя 37 мм, довжина хвоста 16 мм, довжина вух 21 мм і маса до 8,6 гр. Шерсть довга. Спинна частина сірувато-коричневого кольору, черевна частина жовтувато-коричневого кольору. Рило подовжене, лист носа добре розвинений. Вуха великі, овальні, коричнево-сірі. Мембрани крил чорно-бурі.

## Середовище проживання
Цей вид відомий тільки по одному дорослому самцю, захопленому в 2001 році в Сан-Лоренцо, в провінції Есмеральдас, у крайній північній частині Еквадору, і тепер зразок зберігається в Музеї зоології Папського університету Еквадору з номером реєстрації QCAZ 7200. Він живе в лісах.

## Загрози та охорона
Цей вид, будучи виявлений лише недавно, досі не піддавався будь-якій політиці збереження.